# Casa Rei
La Casa Rei és una obra de Baix Pallars (Pallars Sobirà) inclosa a l'Inventari del Patrimoni Arquitectònic de Catalunya. És una gran casa senyorial de la família Rei o Rey, insigne família pallaresa de la que consta que, l'any 1831, tenia el senyoriu de Mentui.

## Descripció
És una gran casa de planta rectangular, molt allargada, integrada per una planta baixa i dos pisos més alts, amb coberta de teula a dues aigües.
La façana principal, que domina la plaça de Mentui, es troba al lateral est de la coberta. En ella hi ha dues arcades de mig punt a nivell de la planta baixa, la més ample és un passadís cobert que posa en comunicació un i altre costat de la casa; l'altra, més petita, és la porta principals de la casa i està constituïda per grans dovelles ben tallades. La clau que tanca l'arc mostra en alt relleu una cartel·la amb dos registres: en el superior es llegeix la data de 1690 i al inferior unes inicials de difícil lectura. A nivell del primer pis s'obren dues grans finestres protegides per enreixats, mentre que en el pis superior s'obren tres grans balcons, amb eixida rectangular el central i semicircular els dos laterals. Al costat de migdia s'annexionà, segurament durant els segles XVIII o XIX, un cos dotat d'una espaiosa i assolellada galeria amb arcades en el pis alt que descansa sobre un gran arc e descàrrega, directament assentat a la roca.